# عقبة بن وساج
عقبة بن وساج الأزدي البرساني البصري، تابعي بصري، وأحد رواة الحديث النبوي. روى له البخاري في صحيحه، نزل على عبد الله بن عمر بن الخطاب بالشام، قال خليفة بن خياط: «قتل يوم الزاوية سنة اثنتين وثمانين». وقال ابن حبان: «قتل في الجماجم سنة ثلاث وثمانين».

## روايته للحديث النبوي
- روى عن: أنس بن مالك، وعبد الله بن عمرو بن العاص، وعبد الله بن محيريز الجمحي، عمران بن حصين، وأبي الأَحوص الجشمي، وأبي الدرداء.
- روى عنه: إبراهيم بن أبي عبلة، وقتادة بن دعامة، ويحيى بن أَبي عَمْرو السيباني، وأبو عُبَيد حاجب سُلَيْمان بْن عبد الملك.[1]
- الجرح والتعديل: وثّقه الدارقطني ويحيى بن معين ويعقوب بن سفيان والعجلي وابن حجر العسقلاني، وقال الآجري: «لم يحدث عن عقبة بن وساج إلا قتادة، وعقبة ثقة»، وقال أبو حاتم الرازي: «صالح الحديث»،[2] وقال أحمد بن حنبل: «بصري روي عنه قتادة»،[3] روى له محمد بن إسماعيل البخاري حديثًا واحدًا.[1]